# Forte d'Ampola
Il forte d'Ampola (in tedesco: Straßensperre Ampola o Werk Ampola) è stata una fortezza austro-ungarica. La struttura era parte del grande sistema di fortificazioni austriache al confine italiano.

## Storia
La fortezza fu costruita negli anni dal 1848 al 1861 lungo la strada che da Storo, nella valle del Chiese, sale verso la Val di Ledro, ed aveva la funzione di sbarrare una delle vie di accesso che portavano a Trento, in un punto estremamente favorevole dove la valle si stringe fino a diventare una gola. Il manufatto era detto anche forte Glisenti, dal cognome della famiglia che possedeva delle fucine nei paraggi.
Il forte, dotato di due obici da 130 mm, subì un pesante bombardamento ad opera delle truppe garibaldine durante il mese di luglio del 1866 nel corso dell'invasione garibaldina del trentino. Venne definitivamente demolito poco tempo dopo e di esso non rimangono che pochi sassi completamente coperti di arbusti.